# Сахаптины
Сахапти́ны — группа индейских народов в США. Название дано салишами, этимология неизвестна. Населяют территорию к востоку от Каскадных гор, штаты Вашингтон, Орегон, Айдахо. Общая численность — 15 тыс. человек. Языки, предположительно, относятся к пенутийской семье. Распространён английский язык. Религия — протестантизм и католицизм, есть приверженцы шейкеризма, традиционных и нейтивистских культов.
По культурному типу относятся к индейцам Плато.

## История
Контакты сахаптинов с европейцами начались в XIX в. В 1855 г. большинство племён подписало договоры с США об уступке части земель и поселении в резервациях. Сахаптины участвовали в ряде войн с белыми («война каюс», «война якима», «война Пьюджет-Саунд», «война не-персе» и «война модок»), проходивших в период с 1848 по 1873 гг. В резервациях, где были поселены сахаптины, развилась межэтническая интеграция, появились «конфедерированные племена», некоторые ассимилировались более крупными, например, якима.

## Этнический состав
Якима (самоназвание — мамачаптам) — крупнейший сахаптинский народ наряду с не-персе. Прежде обитали по р. Якима (приток р. Колумбия). Делились на нижних и верхних. В 1855 г. якима возглавили союз 14 племён (палус, скин, кликитат и др.) и стали этническим ядром «Конфедерированных племён Якима», населяющих резервацию Якима в штате Вашингтон (ок. 7 тыс. чел). Резервация активно занимается бизнесом, сельским хозяйством, рыболовством, лесозаготовками, производством мебели, имеет банки и крупный культурный центр.
Палусы жили в нижнем течении реки Снейк. Отказавшись от поселения в резервации и помощи США, до конца XIX в. жили на исконной территории. Позже были ассимилированы.
Ванапам — племя, к которому принадлежал пророк Смохалла (распространил синкретические и нейтивистские культы в XIX в.). Жили по р. Колумбия. Из-за строительства атомного объекта в Ханфорде в 1940-х были выселены с исконной территории. Сохранилось 4 семьи.
Юматилла (самоназвание — иматилам, «много скал», от названия селения) вместе с валла-Валла (самоназвание — валуланам) и кайюсами (народ группы вайилатпу) населяют резервацию Юматилла в штате Орегон, образуя «Конфедерированные племена Юматилла» (1,6 тыс. чел.). Заняты на лесозаготовках и в промышленности.
Тенайно жили по р. Колумбия. С племенем васко (чинуки) и частью племени пайютов составляют «Конфедерированные племена Уорм-Спрингс» (2,2 тыс. чел.). Резервация Уорм-Спрингс в штате Орегон имеет предприятия лесной, деревообрабатывающей и электронной промышленности.
Модоки («южане»), жили на севере Калифорнии и в Южном Орегоне.
Кламаты (самоназвание — маклакс, «люди, община»), жили в Южном Орегоне. По культуре очень близки к модокам, говорили на двух диалектах одного языка (кламат-модок). В 1864 г. после упорной борьбы с белыми заключили договор с США о поселении в резервации Кламат, вместе с частью племени модок. Другая часть модок в 1873 году была сослана в Оклахому. В XX веке кламаты и модоки практически смешались. Резервация в 1954 году была ликвидирована, индейцы живут на территории бывшей резервации или дисперсно вокруг неё, а также в других районах Орегона и Калифорнии и в городах.

## Социальная организация, быт и культура
На примере кламатов и модоков можно судить о культуре других народов сахаптинской группы.
Основные их занятия — охота и рыболовство. Характерен сбор семян водной лилии (вокас), а также различных корней и луковиц, которые шли в пищу. Оба племени в XIX в. заимствовали у индейцев Великих Равнин коневодство.
Одежда изготовлялась из растительных волокон и шкур, использовались плетёные шляпы-корзины. Обувь — мокасины из кожи. Зимой пользовались снегоступами.
Основная социальная единица — большесемейное домохозяйство из нескольких семей, которые объединялись в деревни. Существовала имущественная дифференциация, рабство пленных. Имущество (лошади, рабы) наследовались старшим сыном. У кламат преобладал патрилокальный брак, у модок — кратковременное патрилокальное поселение, затем — матрилокальное с последующим возможным отселением.
Характерен шаманизм. Важнейший мифологический персонаж у модок — Камукамц, культурный герой и демиург.